# Vicente Castell Ibáñez
Vicente Castell Ibáñez (Torrevieja, 1 de marzo de 1867 - Torrevieja, 23 de abril de 1933) fue comerciante, político y alcalde de Torrevieja (Alicante).
Vicente Castell Ibáñez fue un importante propietario, político y comerciante de Torrevieja. Era hijo de Vicente Castell Satorre, también alcalde de Torrevieja en el periodo de 1 de enero de 1894 a 14 de agosto de 1895, y Luisa Ibáñez Galiana. De tendencia liberal, su familia estuvo en primera línea en los sucesos acaecidos por la declaración de independencia del Cantón de Torrevieja (9 - 15 de julio de 1873) por parte de Concha Boracino.

## Vida política
Fue seguidor del político Trinitario Ruiz Capdepón y de su hijo Trinitario Ruiz Valarino, ambos de tendencia liberal y de gran influencia en la comarca de la Vega Baja del Segura desde el último cuarto del siglo XIX hasta el primero del siglo XX.
Ejerció la alcaldía de Torrevieja desde el 29 de septiembre de 1904 hasta el 28 de febrero de 1906. Posteriormente fue concejal del Ayuntamiento durante la presidencia de Pedro Ballester Carcaño (desde el 5 de abril de 1910 al 1 de enero de 1912). La corporación municipal presidida por él nombró hijo predilecto de Torrevieja al canónigo Joaquín Torres García.
Diputado provincial por Orihuela - Dolores en los años 1919, 1921 y 1923, y Vicepresidente de la Diputación de Alicante en 1922 en sustitución del Marqués de San Jorge de Alcoy, trabajó incansablemente para la consecución de un puerto para Torrevieja, viejo anhelo que se consiguió por fin en 1960 con la inauguración del Dique de Poniente y el Muelle de la Sal.

## Anécdotas
Vicente Castell Ibáñez se distinguió por su bondad y cariño hacia el prójimo. Acudía a todos los entierros; a veces, de único acompañante.
A su muerte, hombres, mujeres y niños acompañaron al féretro, en una manifestación popular de duelo público. Como las leyes de la República prohibían el toque de campanas, se obtuvo un permiso especial que permitió el toque de difuntos en su honor. La comunidad gitana solicitó a la familia portar a hombros su ataúd. Se cerraron establecimientos y talleres y hasta se paró el trabajo de las salinas para permitir a sus obreros acudir al sepelio.